# Шевченківський район (Харківська область)
Шевче́нківський райо́н — колишній район на сході Харківської області. Район створено у 1935 році. Адміністративним центром району є смт Шевченкове. Від райцентру до міста Харкова — 80 км. У Шевченківському районі налічується 59 населених пунктів. Наразі в районі функціонує 15 сільських і 1 селищна рада. Населення становить 20 431 осіб (на 1 лютого 2016 року).

## Географія
Район межує на півночі — з Великобурлуцьким, на сході — з Куп'янським, на півдні — з Ізюмським і Балаклійським, на заході — з Чугуївським та Печенізьким районами Харківської області. По території району протікає 6 річок, найбільша з яких Великий Бурлук. Загальна територія району — 977 км², що становить 3,1% від площі Харківської області.

## Історія

### Козаччина та Російська імперія
Найстаріші населені пункти Шевченківського району це Волоська Балаклія, яка існує з 60-х років XVII століття, і Нижній Бурлук (з 1706 року). Виникнення Булацелівки пов'язано з будівництвом залізниці Харків-Балашов, що закінчилося в 1899 році. Станція Булацелівка була побудована в 1896 році. Навкруги неї на початку XX століття на землях поміщиків Булацелів, що володіли величезними земельними масивами на території сучасного Шевченківського району, виник хутір Булацелівка. Він входив до складу Старовірівської волості Куп'янського повіту Харківської губернії.
На станції з'явилися станційні споруди й низка будівель, що належали купцям і торговцям. Вже в 1905 році тут було сім комор і чимало лавок. Одночасно на хуторі сталі селитися селяни, а також ремісники: ковалі, шорники, кравці. В 1914 році в Булацелівці налічувалося близько 100 жителів.
Унаслідок столипінської реформи посилилося розшарування серед селян Булацелівці. Бідняки все більш розорялися, а їх земля переходила в руки заможних землевласників.

### Визвольні змагання
У роки Першої світової війни становище ще більше погіршилося. Непомірно зросли ціни, значна частина чоловіків була забрана на фронт.
На початку 1917 року Булацелівка, як і вся Слобожанщина, увійшла до складу Української Народної Республіки. Населення щиро прагнуло відновити незалежність краю. Однак, наприкінці грудня цього ж року, територія нинішньої Харківської області потрапила у більшовицьку окупацію. Про терор того часу мало що відомо. Але факт того, що населення не підтримувало червоних завойовників свідчить те, як населення підтримувало вигнання більшовиків з краю. 
У квітні 1918 року територію Шевченківського району визволили українські війська за сприяння австро-німецьких союзників. Територія краю стала складовою Української Держави або Гетьманату Павла Скоропадського.
Невеликий загін більшовиків намагався чинити саботаж і теракти, та їх діяльність не мала великого впливу на край. Повернутися більшовицьким окупантам вдалося лише у січні 1919 року після нападу на Українську Народну Республіку на чолі з Директорією. Почався червоний терор та експропріація їжі, худоби та майна у населення.
У червні 1919 р. Булацелівку і край захопила Денікінська армія. Білогвардійці, що сповідували великоросійський шовінізм, ставилися до населення як і попередні окупанти, відбираючи у жителів зерно, худобу та інше майно. Білий терор на Слобожанщині, у тому числі на Шевченківщині, часто виконувався силами кавказьких частин, зокрема Дикої дивізії Коли в село прибув загін білогвардійців для мобілізації селян в денікінську армію, Печенізький партизанський загін, що активно діяв в цьому районі, розгромив його. 15 грудня 1919 року денікінці були вибиті з Булацелівки Червоною Армією більшовиків.
У період з 1919 по 1922 рр. на території Шевченківщини діяли різнорідні повстанські загони, що сповідували різні політичні вподобання, і намагалися активно опиратися поневоленню як червоними більшовицькими окупантами, так і білогвардійськими. Так, значний влив у краї мали повстанці з проукраїнською позицією, що підтримували УНР та махновці, які підтримували рейди повстанських загонів проти пограбувань населення продзагонами і бандами червоних активістів.

### Міжвоєнний період
У 1922 році Булацелівку за рішенням трудящих перейменували на честь великого українського поета Т. Шевченка в Шевченкове, а з 1923 року село ввійшло до складу Раковського району Куп'янської округи. До кінця 1925 року в основному було завершено відновлення народного господарства.
Шевченкове стало районним центром у 1929 році, що сприяло його розвитку. Тут були споруджені місцева електростанція, хлібопекарня, нові склади «Заготзерна», понад 30 адміністративних та господарських приміщень. У населеному пункті з'явилися електроенергія та вуличне радіомовлення.

### Голодомор
Під час голодомору 1932–1933 рр. постраждало дуже багато жителів району. Кількість жертв досі остаточно не встановлена. Однак навіть побіжно стає зрозуміло, що більшовицькі окупанти розгорнули геноцид проти українського населення краю.

### Радянсько-німецька війна
У кінці листопада 1941 року німецькі війська захопили частину Шевченківського району, а 24 листопада — Шевченкове. Ще у вересні 1941 року був створений партизанський загін, що складався з 30-ти чоловік. Командиром партизанського загону став завідувач районним відділом народної освіти М. Ф. Гаврюшенко.
Партизанський загін вів розвідку й доставляв дані в штаби 199-ї й 304-ї радянських стрілецьких дивізій, що займали тут позиції. Партизани також поширювали листівки серед населення.
Всього з вересня 1941 по червень 1942 року партизани знищили близько 100 німецьких солдатів і офіцерів, захопили чимало зброї та інші трофеї.
Район майже 8 місяців перебував у прифронтовій зоні, а під німецьку окупацію потрапив 22-23 червня 1942 року.
Район був остаточно звільнений 3-5 лютого 1943 року 3-ю Гвардійською танковою армією, 8-ю та 12-ю кавалерійськими дивізіями, 172-ю та 350-ю стрілецькими дивізіями.
За роки війни район втратив близько 5200 чоловік загиблими на фронті, більш ніж 200 осіб — вбитими на зайнятій німецькими військами території. Близько 250 чоловік було примусово відправлено до Німеччини.

## Адміністративний устрій
Район адміністративно-територіально поділяється на 1 селищну раду та 16 сільських рад, які об'єднують 60 населені пункти та підпорядковані Шевченківській районній раді.

## Економіка
В районі видобувається та збагачується нерудна сировина для чорної металургії.
Рівень газифікації Шевченківського району (на середину 2009 року) — 67,4%, міст та селищ — 92,1% та сіл — 54,7%.

### Сільське господарство
Протягом усього існування Шевченківського району основним заняттям його мешканців було сільське господарство. Загальна площа сільськогосподарських угідь в районі становить 85,7 тис. га. з них: рілля — 69,6 тис. га.; пасовища — 11,2 тис. га.; сіножатей — 4,4 тис. га.
Аграрний сектор району представлений 19 діючими агрофірмами і 46 фермерськими господарствами. Основний напрям сільськогосподарського виробництва району — рослинництво (приблизно 75% від загального обсягу сільгоспвиробництва). Значно менша частка припадає на тваринництво (25%). В районі створена мережа переробних підприємств.
Промисловість району раніше була представлена кількома підприємствами, частина з яких нині припинила свою діяльність, деякі працюють і в наші дні. Так, виробничо-комерційна фірма «Старк» спеціалізується на видобутку формувального піску, ТОВ «Старовірівський птахокомплекс» є крупним постачальником пташиного м'яса, є сучасний хлібоприймальний пункт і кукурудзяно-калібрувалиний завод.

## Населення
Розподіл населення за віком та статтю (2001):
| Стать | Всього | До 15 років | 15-24 | 25-44 | 45-64 | 65-85 | Понад 85 |
| --- | ------ | ----------- | ----- | ----- | ----- | ----- | -------- |
| Чоловіки | 10 841 | 2202        | 1481  | 3238  | 2708  | 1149  | 63       |
| Жінки | 12 448 | 2078        | 1360  | 3179  | 3182  | 2361  | 288      |
| \| Статево-вікова піраміда \| Статево-вікова піраміда \| Статево-вікова піраміда \| \| ----------------------- \| ----------------------- \| ----------------------- \| \| Чоловіки \| Вік \| Жінки \| \| 63 \| 85 + \| 288 \| \| 70 \| 80-84 \| 293 \| \| 217 \| 75-79 \| 681 \| \| 442 \| 70-74 \| 843 \| \| 420 \| 65-69 \| 544 \| \| 822 \| 60-64 \| 1097 \| \| 365 \| 55-59 \| 496 \| \| 750 \| 50-54 \| 775 \| \| 771 \| 45-49 \| 814 \| \| 892 \| 40-44 \| 831 \| \| 836 \| 35-39 \| 835 \| \| 794 \| 30-34 \| 733 \| \| 716 \| 25-29 \| 780 \| \| 685 \| 20-24 \| 698 \| \| 796 \| 15-20 \| 662 \| \| 967 \| 10-14 \| 852 \| \| 712 \| 5-9 \| 694 \| \| 523 \| 0-4 \| 532 \| |        |             |       |       |       |       |          |
| Статево-вікова піраміда |        |             |       |       |       |       |          |
| Чоловіки | Вік    | Жінки       |       |       |       |       |          |
| 63 | 85 +   | 288         |       |       |       |       |          |
| 70 | 80-84  | 293         |       |       |       |       |          |
| 217 | 75-79  | 681         |       |       |       |       |          |
| 442 | 70-74  | 843         |       |       |       |       |          |
| 420 | 65-69  | 544         |       |       |       |       |          |
| 822 | 60-64  | 1097        |       |       |       |       |          |
| 365 | 55-59  | 496         |       |       |       |       |          |
| 750 | 50-54  | 775         |       |       |       |       |          |
| 771 | 45-49  | 814         |       |       |       |       |          |
| 892 | 40-44  | 831         |       |       |       |       |          |
| 836 | 35-39  | 835         |       |       |       |       |          |
| 794 | 30-34  | 733         |       |       |       |       |          |
| 716 | 25-29  | 780         |       |       |       |       |          |
| 685 | 20-24  | 698         |       |       |       |       |          |
| 796 | 15-20  | 662         |       |       |       |       |          |
| 967 | 10-14  | 852         |       |       |       |       |          |
| 712 | 5-9    | 694         |       |       |       |       |          |
| 523 | 0-4    | 532         |       |       |       |       |          |

Національний склад населення за даними перепису 2001 року:
| Національність | Кількість осіб | Відсоток |
| -------------- | -------------- | -------- |
| українці       | 21023          | 90,27 %  |
| росіяни        | 1823           | 7,83 %   |
| білоруси       | 107            | 0,46 %   |
| азербайджанці  | 78             | 0,33 %   |
| вірмени        | 59             | 0,25 %   |
| інші           | 200            | 0,86 %   |

Мовний склад населення за даними перепису 2001 року:
| Мова            | Кількість осіб | Відсоток |
| --------------- | -------------- | -------- |
| українська      | 21248          | 91,23 %  |
| російська       | 1806           | 7,75 %   |
| азербайджанська | 66             | 0,28 %   |
| вірменська      | 38             | 0,16 %   |
| білоруська      | 37             | 0,16 %   |
| інші            | 95             | 0,41 %   |

Чисельність населення в районі 22,5 тисяч чоловік. В тому числі, міського населення — 7,1 тис. чол., сільського — 15,4 тис. чол. Пенсіонерів — 7021 чол., що становить 31% від населення району. Густота населення становить 23 чол. на 1 км². В районі у 2004 році народилось 186 чоловік і померло 397 чоловік.

## Освіта і культура
В районі працює 10 комп'ютерних класів, до Інтернету підключено 9 шкіл району: Шевченківська гімназія районної ради, ліцей Шевченківської районної ради, Безмятеженська, Аркадівська, Борівська, Старовірівська, Волоско-Балакліївська, Петровська та Сподобівська школи.
ЗМІ в районі представлені: районною газетою «Краєвид» і газетою «Регион», а також телеканалами УТ-1, Студія «1+1», «Інтер», «Simon», ICTV, СТБ, «Новий канал».
В районі функціонує 10 спортивних і 1 тренажерний зали, 15 футбольних полів. Найкращим в районі вважається Шевченківський спортивний комплекс.

## Релігія
В Шевченківському районі зареєстровані та діють 4 релігійні громади:
- Свято-Казанська (Української православної церкви);
- Свято-Троїцька (Української православної церкви);
- Євангельських християн-баптистів;
- Християн віри євангельської «Благовість».

## Пам'ятки
На території району розташовано більш ніж 600 стародавніх курганів, 29 братських могил загиблих воїнів Німецько-радянської війни.
З історичних пам'яток заслуговує на увагу садиба Марко Кропивницького на хуторі Затишок біля села Сподобівка, де в 1889 — 1910 роках мешкав видатний український драматург, засновник українського професійного театру.

## Політика
25 травня 2014 року відбулися Президентські вибори України. У межах Шевченківського району було створено 26 виборчих дільниць. Явка на виборах складала — 50,10% (проголосували 8 179 із 16 326 виборців). Найбільшу кількість голосів отримав Петро Порошенко — 31,89% (2 608 виборців); Михайло Добкін — 27,44% (2 244 виборців), Юлія Тимошенко — 9,28% (759 виборців), Сергій Тігіпко — 8,56% (700 виборців), Олег Ляшко — 5,32% (435 виборців). Решта кандидатів набрали меншу кількість голосів. Кількість недійсних або зіпсованих бюлетенів — 2,03%.